# Anass Essayi
Anass Essayi (en arabe : أنس الساعي), né le 18 mai 2001, est un athlète marocain.

## Carrière
Anass Essayi, étudiant de l'université Al Akhawayn, remporte la médaille d'argent du 1 500 mètres aux Jeux africains de la jeunesse de 2018 à Alger ainsi qu'aux Jeux olympiques de la jeunesse de 2018 à Buenos Aires.
Il obtient la médaille de bronze sur 1 500 mètres aux Championnats panarabes d'athlétisme 2021 à Radès.
Il participe au 1 500 mètres masculin aux Jeux olympiques d'été de Tokyo en 2021, sans atteindre la finale en terminant 11e de sa série.